# Біохакінг

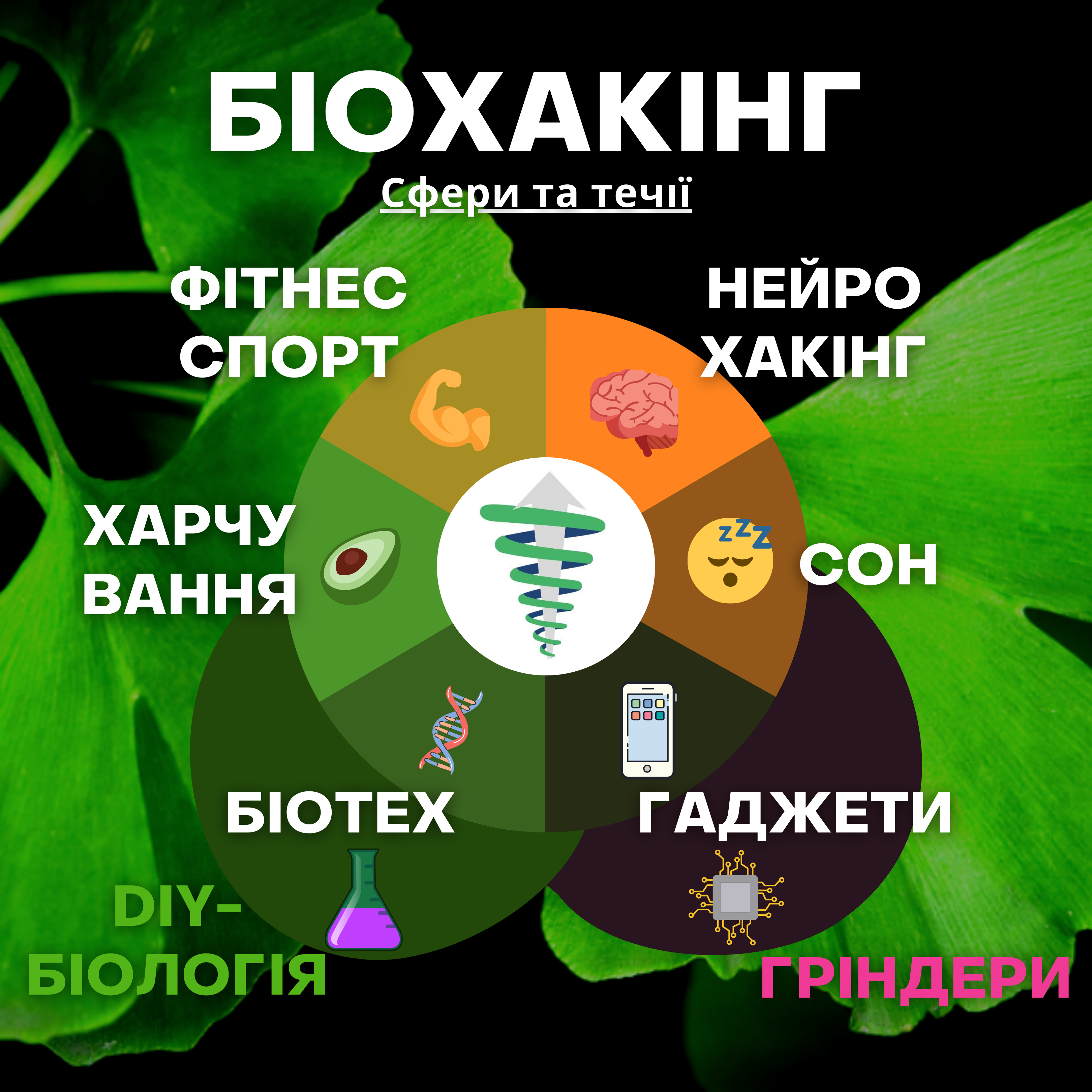
Біохакінг: сфери та течії

Біохакінг — це практика використання науки та технологій для зміни або покращення функціонування людського тіла. Деякі поширені інструменти та методи, які використовуються в біохакінгу, включають генетичне тестування, носимі гаджети, ноотропні добавки та дієти, призначені для оптимізації здоров’я, продуктивності та спортивних результатів.
Біохакінг використовується для комплексної оптимізації власної фізіології — фізичного, ментального, соціального благополуччя, досягнення високої продуктивності, продовження життя та поліпшення його якості, та для досягнення конкретних персональних цілей — покращення імунітету, якості сну, продуктивності, спортивних результатів, омолодження, креативності, мотивації тощо.
Основна мета біохакінгу — оптимізація здоров'я та удосконалення біологічного потенціалу людини, завдяки здоровому способу життя, фізичним вправам, оптимізації звичок харчування, сну, праці, когнітивних функцій тощо. Біохакери наголошують на важливості розуміння власної біології та методів та інструментів комплексного (холістичного) втручання на свій стан — фізичний, психічний та соціальний.

## Термін та методолія
Біо (з давньогрецької) — це життя.
Хакер — це обдарований програміст, ентузіаст своєї справи.
Поняття «біохакінг» означає позитивний «злам/прокачку [hack]» власної біології —оптимізацію та вдосконалення свого здоров'я та фізіологічних можливостей.

Біохакери пропонують оптимізувати здоров'я, беручи за основу термін «здоров'я» визначенний ВООЗ у 1948 році: 
Стан повноцінного фізичного, психічного та соціального благополуччя, а не лише відсутність хвороб чи фізичних дефектів.
Біохакери дивляться на задачу оптимізації здоров'я, продуктивності та подовження твивалості якісного щасливого життя інтегративно та комплексно, крізь різні сфери життя людини:
- гігієна сну
- оптимальне харчування
- оптимальні фізичні навантаження
- ментальне здоров'я
- медичні тести
- добавки та ліки

## Історія
Ідея біохакінгу виникла у 1980-х і 1990-х роках із появою персональних комп’ютерів та Інтернету, що дозволило окремим особам отримувати доступ до біологічної інформації та маніпулювати нею у спосіб, який раніше був можливий лише для кваліфікованих учених, які працювали в спеціалізованих лабораторіях.
Термін «біохакінг» вперше з'явився у 1988 році, разом із зародженням течії «Do-it-yourself biology», як відповідь на зростаючий інтерес до персональної генетики, біоінженерії та потенціалу людського тіла для удосконалення. Вперше з'явився в наукових виданнях Великої Британії та США у 1989—1990 роках. Першими прихильниками біохакінгу керувала цікавість, пристрасть до самостійних експериментів і бажання демократизувати науку, зробивши її більш доступною для громадськості.
В середині 2010-х біохакінг набирає популярності як інтегративна (холістична) система оптимізації та управління своїм здоров'ям, продуктивністю, спортивними результатами. Протягом цих років біохакінг перетворився з нішевої субкультури в мейнстрімний рух, який охоплює широкий спектр технік і підходів, спрямованих на покращення когнітивних функцій й продуктивності людини.
Сьогодні біохакінг більше не обмежується ентузіастами біології своїми руками та самостійними експериментаторами; він привернув увагу дослідників, медичних працівників і підприємців, які розробляють нові продукти, послуги та технології, щоб допомогти людям оптимізувати своє здоров’я та благополуччя. Починаючи з середини активно 2010-х росте пошукова активність запиту «biohacking» в світі.
В Україні декілька разів проходила конфереція з біохакінгу Biohacking Fest.

## Характеристика
Основна мета біохакінгу — оптимізація здоров'я та удосконалення біологічного потенціалу людини, завдяки здоровому способу життя, фізичним вправам, оптимізації звичок харчування, сну, праці, когнітивних функцій тощо. Біохакери наголошують на важливості розуміння власної біології та методів та інструментів комплексного (холістичного) втручання на свій стан — фізичний, психічний та соціальний.
Біохакери досліджують такі теоретичні підходи,як нутриціологія, спортивна медицина, нейронаука, фізіотерапія, фітотерапія, нутрігенетика та нутрігеноміка, регенеративна медицина тощо; використовуючи принципи доказової науки та експерименти.
Формування поняття біохакінгу проходить в постмодерному форматі, а не в академічній закритій медичній сфері.
Біохакінг є децентралізованою течією. Очікується, що до 2028 року світовий ринок біохакінгу (DIY-біології) досягне 63,7 мільярдів доларів США, з щорічним ростом у 19,4% за прогнозований період.
Важливою складовою біохакінгу є продукування гіпотез про те, як можна оптимізувати здоров'я, перевірка цих гіпотез, верифікація їх результату та пошук найефективніших методик, інструментів, засобів.

## Течії
Біохакінг має декілька течій: загальний біохакінг, DIY-біологія, гріндери. Представники цих течій часто називають себе біохакерами.

### Біохакінг
Загальний біохакінг, як система оптимізації та управління здоров'я, включає вплив на здоров'я та благополуччя через: харчування (нутриціологія, нутригеноміка та нутригенетика, фітотерапія, фунготерапія, БАДи), фізичні вправи, нейронауку, психотерапію, гігієну праці, геронтологію, гаджети та технології.

### Гріндери (Кіборги)
Грайндери — це субкультура біохакерів, які зацікавлені у використанні технологій для покращення своїх фізичних і розумових здібностей. Вони часто роблять це, експериментуючи з технологіями DIY, такими як імплантати та інші пристрої, які можна імплантувати в тіло. Ці імплантати можуть варіюватися від простих речей, таких як чіпи RFID, які можна використовувати для цілей ідентифікації, до більш складних пристроїв, які можна використовувати для моніторингу даних про стан здоров’я або навіть покращення фізичних здібностей. Гріндери, як правило, ентузіасти DIY, які зацікавлені у використанні технологій, щоб розширити межі того, що можливо з людським тілом.

### Нейрохакінг
Нейрохакінг, також відомий як мозковий хакінг, — це міждисциплінарна галузь, яка охоплює різні методи, інструменти та прийоми, спрямовані на розуміння, аналіз і покращення функціональності, структури та загального добробуту людського мозку. Інтегруючи принципи нейронауки, біохакінгу, психології, харчування та технологій, нейрохакінг прагне оптимізувати когнітивну продуктивність, емоційну стійкість і загальне психічне здоров’я.
Техніки нейрохакінгу варіюються від неінвазивних практик, таких як медитація, нейрозворотний зв’язок і ноотропи, до більш інвазивних підходів, таких як глибока стимуляція мозку та потенційні нейронні імплантати. Ці методи спрямовані на зміну стану мозку або когнітивних процесів для різних цілей, включаючи покращення нейропластичності та пам’яті, покращення концентрації уваги, підвищення креативності та регулювання настрою. Зростаючий інтерес до нейрохакінгу підживлюється потенціалом розкриття людського потенціалу та посиленням інтелекту, й вирішення проблем психічного здоров’я та профілактики й, можливо, відновлення при нейродегенеративних захворювань.
Нейрохакінг заснований на етичному і безпечному практичному застосуванні досягнень в таких науках та галузях: нейронаука, психологія, когнітивна наука, біохакінг, штучний інтелект, Біомедична інженерія, нейрофармакологія, харчування, нейроінформатика, психотерапія, включно з психоделічною, нейроетика, нейропсихологія, молекулярна нейронаука, нейрофізіологія, нейроінженерія й нейрокомп'ютерний інтерфейс, і також нейровізуалізація та системна біологія, включно з системною нейронаукою. Наприклад, волоський горіх — джерело Омега-3 жирних кислот та інших нутрієнтів, які сприяють нейропластичності та, навіть, нейрогенезу.

## Міжнародні конференції
- Biohacking Fest (Київ)
- Biohacking Summit (Хельсінки, Амстердам)
- Biohacking Conference (Маямі, Беверлі-Хілз)
- Health Optimization Summit (Лондон)
- Biohacking Congress (Маямі, Бостон, Остін (Техас) та інші)

## Критика
- Безконтрольний та необдуманний біохакінг може призвести до непередбачуваних наслідків.
- Є багато критики щодо достовірності методик, але одночас це є однією з цілей біохакінга, — дослідити ефективність та безпечність статистично достовірними методами.

### Книги
- Серія книг Advances in Experimental Medicine and Biology (Springer, 2003-2023+)
- Olli Sovijärvi  Teemu Arina, Jaakko Halmetoja (2019). Biohacker's Handbook. ISBN 978-952-7241-16-5.

### Журнали
- Science Translational Medicine
- EBioMedicine
- Advances in Nutrition
- Journal of Exercise Science and Fitness
- Annual Review of Biophysics
- Nature Communications
- Advances in Food and Nutrition Research
- Journal of Evidence-Based Integrative Medicine
- Evidence-based Complementary and Alternative Medicine
- ACS Sensors
- Lab on a Chip